# Српско-турски ратови (1876—1878)
Српско-турски ратови или Српски ратови за независност су општи називи за ратове који су вођени између 1876. и 1878. године против Османског царства од стране Кнежевине Србије и Кнежевине Црне Горе. Ратови су вођени у циљу ослобођења поробљених српских области и добијања пуне државне независности. Ратовима је непосредно претходио устанак у Херцеговини, који је избио 1875. године, покренувши серију оружаних побуна и устанка на против турске власти. Ратови су вођени са промењивим успехом, а окончани су ослобођењем и прикључењем појединих српских области и стицањем пуне државне независности, која је Србији и Црној Гори призната на Берлинском конгресу.

## Позадина
Српски устаници су, 1875. године, подигли устанак у Херцеговини, тада у саставу Османског царства, који је више био усмерен против локалних феудалних господара него против централне власти у Цариграду, покренувши при томе серију побуна и устанка против отоманске силе на Балкану. У таквим околностима, без могућности да остану по страни, две полунезависне кнежевине, Србија и Црна Гора, објављују рат Османском царству 18. јуна 1876. године. Политичке прилике у свету нису ишле у прилог Србима у овом рату. Пошто се руска царевина сматрала за главног такмаца са интересима западноевропских сила на Балкану, Европа није подржавала српски рат против Османског царства. Све званичне молбе, које је српска влада упутила европским владама су биле игнорисане. Србија је била препуштена самој себи.

## Однос сукобљених снага

### Српска војска
Српска војска, која је у основи била народна (милицијска), без потребне обуке, дисциплине и кохезије, састојала се од I, II и III класе (према старости обвезника). Попуњавана је по територијалном принципу. Сваки административни округ давао је по једну бригаду I и II класе и по батаљон III класе, а пожаревачки округ двоструко више, укупно 36 бригада и 18 батаљона, обједињених у 6 дивизија (Дунавска, Шумадијска, Јужноморавска, Дринска, Тимочка и Западноморавска). Свака дивизија имала је три бригаде I класе и три II класе, коњички пук, артиљеријски пук (три батерије по 8 топова), пионирски батаљон, болничку чету, 4 батерије и комору. Стајаћу војску чинила су два батаљона пешадије, два ескадрона коњице, два батаљона инжињерије, 8 пољских и 4 брдске батерије (укупно око 5.000 људи). До објаве рата 30. јуна 1876. мобилизација, концентрација и стратегијски развој српске војске били су завршени: укупно је мобилисано 124.000 људи (162 батаљона пешадије и 21 ескадрон коњице) и 160 топова, без тврђавске артиљерије и 18 батаљона III класе. Поред тога, пред рат је дошло око 5.000 добровољаца, највише Срба из Турске и Аустрије, затим Руса, Бугара и Италијана.
Јужно од тврђаве и вароши Алексинац сконцентрисала се под командом Черњајева главнина Српске војске, која се састојала од три дивизије и различитих добровољачких одреда у укупном броју од око 45.000 војника. На североистоку код Зајечара, Лешјанин, командовао је пешадијском дивизијом (6.000) и имао подршку коњице као и бугарске добровољачке бригаде (2.000). На западу су се налазиле две слабе дивизије (свака по 5.000 војника), једна на југозападу код Ужица под командом Заха и друга на северозападу код Шапца под командом Алимпића. Коњица се састојала од малог броја ескадрона, која се због природе самог планинског терена није развијала, а постојећи коњички ескадрони нису били баш најбоље опремљени. У то време, Србија је била решила да прихвата све врсте добровољаца, који су долазили из различитих држава и градова, укључујући италијанске присталица Гарибалдија и пруске официре, представници различитих националности су се борили као добровољци - Енглези, Италијани, Французи, Грци, Румуни и Пољаци. Ипак, највећи добровољачки одреди су били састављени од Руса и Бугара. Током рата од 1876-77, на иницијативу Ђузепеа Гарибалдија формиран је одред који се састојао од неколико стотина италијанских добровољаца. Руски добровољачки одред формално независан од руске државе је стао у одбрану Србије. Највећи број руских добровољаца се борио у саставу Тимочко - моравске армије, чији број је био око 2.200, од тога било је 650 официра, а 300 лица представљало је медицинско особље.

#### Наоружање и опрема
Наоружање српске војске било је застарело: пешадија I класе наоружана је острагушама Пибоди, II класе острагушама Грин, III класе старим руским и белгијским спредњачама, коњица сабљом и застарелим карабином (система Грин и Пибоди), а артиљерија застарелим топовима Ла Ит (фр. La Hitte). Официри народне војске и коњица стајаће војске имали су белгијске револвере Лефоше-Франкоте модел 1871.
Од одела I класа добила је блузу, шињел, чакшире и шајкачу, II класа само шињел и шајкачу, а III класа је ратовала у свом оделу. Опанак је била обућа за целу војску. Комора је била на товарним коњима и колима с коњском и воловском вучом.
Главно пешадијско наоружање била је пушка М.1870, српска „пибодуша“, која је имала учинак сличан руској Крнки. Артиљеријске батерије су биле састављене од француских бронзаних топова Ла Ит система, различитог калибра, који су се пунили спреда и били инфериорнији у односу на турске, Крупове топове острагане.

### Турци
Турска војска одређена за рат  против Србије имала је 153 батаљона пешадије, 192 топа, 62 ескадрона коњице и 12 пионирских чета, укупно око 133.000 војника и 20.000 башибозука. У Босни је концентрисано 25.000 војника, Код Сјенице и Нове Вароши 15.000, Новог Пазара 18.000, Видина 15.000 и Ниша 35.000 војника, а очекивало се појачање од 25.000 војника из Бугарске и Тракије. Турски ратни план предвиђао је главним снагама офанзиву од Ниша правцем Алексинац-Параћин.
Главнина Османлијске војске је била сконцентрисана код Софије под командом Абдула Керима од 50.000 војника, у чијем саставу су биле и нерегуларне снага башибозлука и Черкеза. У пограничној тврђави Ниш налазио се гарнизон под командом Мехмеда од 8.000 војника. На северозападу код Видина, Осман Нури имао је под командом 23.000 војника. На западу су били смештени мали гарнизони, у Бијељини и Зворнику, са значајним снагама (12.000 углавном Арапа и Египћана), под Дервишом и Мехмед Алијом.

#### Наоружање и опрема
Главнина турске војске била је стајаћа (професионална) и савремено опремљена за оно време. Пешадија је била наоружана британским острагушама Мартини-Хенри, а артиљерија немачким топовима Круп. Оделом и осталом опремом турска војска била је знатно боље снабдевена од српске.
Значајан број резервиста који су послати у рат био је наоружан бившом британском пушком Снајдер-Енфилд. Побољшана Пибоди-Мартини пушка је све више била заступљена и сигурно је коришћена од стране египатских трупа. Круп топови, по извештајима, су били у саставу артиљеријских батерија, мада су значајан бројј чинили и бронзани топови.

## Први српско-турски рат (1876—1877)

### Српска офанзива
Амбициозан српски план је предвиђао заузимање Ниша и напад на Софију (данас главни град Бугарске) са главном војском под командом Черњајева, а остале снаге би вршиле маневарска дејства. На западном фронту маневарски напади српске војске су одбијени а на северо-источном фронту Лешјанин је поражен код Великог Извора. Није успео да задржи османски контранапад на Тимоку након чега се повукао у утврђење код Зајечара који је заузет 7. августа. Главни напад на југу је започео релативно добро, форсирајући долину реке Нишаве заузета је стратешка кота, Бабина Глава, северно од Пирота. Међутим, турски одговор је убрзо уследио слањем две колоне под Сулејманом и Хафизом, нападајући Србе са бока натерали су их да се врате назад у долину. После низа жестоких борби Черњајев је био присиљен да се повуче на линије код Књажевца. Погрешено је веровао да ће главни турски напад бити изведен код Зајечара на северу, оставио је пуковника Хорватовића да брани положаје код Књажевца од надирућих удружених турских колона, а сам се повукао у планине западно од Тимока да брани и утврди положаје у долини Мораве.

### Битке на Морави
Турски командант Абдул Керим није желео да напад изврши између Тимока и Мораве због тешког планинског терена. Уместо тога концентрисао је главне снаге од 40.000 војника код Ниша и одлучио да се главни напад изврши по лакшем терену у долини Мораве према Алексинцу. Черњајев, у међувремену, концентрисао је снаге од око 30.000 војника на обе стране реке Мораве, укључујући и околне планине.
Турске главне снаге које су наступале од Ниша десном страном Јужне Мораве, после тешких борби 21. и 22. августа код села Житковац, избиле су на линији Станци – Крупац, где су заустављене ватром српских јединица. Наредног дана, 23. августа, развила се жестока борба на целом фронту, нарочито према Алексинцу. Најзначајнији и најбоље утврђен део се налазио у средишњем одсеку линијом Глоговачка коса – Шуматовац – Стрчки крак, где је изграђено 18 већих и мањих редута, који су били наоружани са 40 позицијских топова разног калибра. Положај се налазио на висини чиме је омогућавао добре услове за дејство топова као и вођење фронталне и унакрсне ватре на широку и откривену долину. Турци су задржали свој почетни распоред, Саибов корпус на левој обали, у центру корпус Ахмед Ејуб–паше и Саибејовом дивизијом на десном крилу, као и артиљеријском подршком у позадини. У рану зору, отпочео је турски напад, Саибов корпус кренуо је у напад на левом крилу, како би заузеле утврђење испред Житковца, обе стране су се до подне огорчено бориле око тог положаја. Међутим, српске трупе су успевале да задрже положаје и спрече турски продор на левој обали Мораве у позадину Алексинца. Командант Абдул Керим је издао наредбу Ејубовом корпусу да отпочне планирани главни напад на централни српски положај, Шуматовац, иако на левом крилу није постигнут успех продора у позадину Алексинца. После двочасовне артиљеријске канонаде турских батерија, од 8 до 10 часова пре подне, почео је фронтални ударни напад храбре и незадрживе турске пешадије. Редови турских војника су надирали према малој долини из које се пружао шуматовачки вис, са којих је истог часа почела да дејствује српска артиљерија, а потом фронтална у унакрсна ватра. Претрпевши велике губитке, турска пешадија је морала прекинути даље наступање. Браниоци, након више турских јуриша, су успешно одбранили положаје, а увече престала је борба на целом фронту.
Све су велике силе настојале да извуку неке користи из ове источне кризе иако су само Русија и Аустроугарска играле најактивнију улогу. Оне су формално настојале да постигну неки споразум са турском владом о промени администрације у Босни и Херцеговини и да се дају неки уступци другим народима и државама. На великој Цариградској конференцији од 11. децембра 1876. до 20. јануара 1877, није прихваћена молба српског кнеза да се на конференцији саслуша и српски представник. Како истиче Јован Вукић у мало познатој студији на француском језику „Српски народ у Великој источној кризи од 1875. до 1878. Студија из политичке историје“ (Женева 1919), Србија је на конференцији ућуткана решењем да ће се поштовати њене предратне границе. На леп начин јој је речено да мора бити срећна што ништа није изгубила. Црној Гори је обећано увећање у правцу Херцеговине и Албаније. Цариградска је конференција донела одлуке да Босна и Херцеговина постане аутономна и да се њена територија издели у неколико унутрашњих кантона. Султан би наименовао једног генералног гувернера, а велике силе би гарантовале овај поредак на рок од пет година. Руководиоци посебних кантона, који су на турском називани „нахије мудирлуци“, бирани су од стране кантоналних већа и од њихових чланова из оне вере која је сачињавала већину у дотичном кантону. Више кантона се уједињавало у округе (санџаке), а на њиховом челу би султан постављао начелнике из већинског становништва.

## Други српско-турски рат (1877—1878)
Сенка на све ове тајне и јавне погодбе око решавања Велике источне кризе је дошла након коначне победе руске и српске војске над турском до почетка марта 1878. У другом рату је српска војска пробала вредности свог преображаја. Успела је да ослободи делове југоисточне Србије са Нишом и Пиротом као главним ослонцима. Унутрашње побуне незадовољне опозиције су онемогућиле да српски одреди уђу раније у поприште под знатно повољнијим околностима него у рату 1876. ("Црвено барјаче"). То је био и разлог да нису ослобођени Скопље и Приштина. Након ових великих војних победа руске војске и склапања прелиминарног Сан-Стефанског мира 3. марта 1878, све су велике силе настојале да тајним погађањем са султановом владом добију неке уступке. Велика Британија је на тај начин од султана добила Кипар, а Аустроугарској није пошло за руком да јој султан омогући легалну окупацију Босне и Херцеговине. Са руске стране је српској влади стављено на знање да се не сме противити Аустроугарској и захтевати делове Босне. Пре него је добила мандат великих сила да окупира Босну и Херцеговину, хабзбуршка је политика успела да на своју страну придобије све главне чиниоце. Њени агенти су на своју страну окренули већину фрањевачког свештенства и део муслиманских земљопоседника. Херцеговачки устанак је био под командом црногорског кнеза, а он је био у тесној вези са представницима аустријског цара. Добијао је одређену финансијску помоћ и био задовољан да су велике силе биле видљиво склоне да Црној Гори дају територијално увећање и излаз на море. Устаници у Босни су главно упориште изградили на тромеђи Далмације, Лике и Босне. Поред штаба пуковника Деспотовића, ту у Црним Потоцима су подигнута спремишта за залихе хране и опреме. Та је утврда била природно заштићена јер је као клин дубоко улазила у аустријску територију и без повреде границе се није могла заузети. Управо користећи свесну небудност аустријских органа, турска је војска 4. августа 1877, користећи се слободним пролазом преко границе, разорила то упориште и разбила последње знатније устаничке формације.
Припремајући се за Берлински конгрес, Русија је настојала да пре њега извуче неке користи у тајном погађању са аустроугарском дипломатијом. Привремено је подржавала идеју о аутономији Босне и Херцеговине, како би је касније могла предати за вредније уступке у Македонији и Бугарској. Након пораза у Црним Потоцима, устаници су у Босни били формирали једну привремену владу и обновили неколико устаничких чета. Двојица устаничких старешина су у сељачким оделима успела да дођу у Београд и састану се са представником владе Јованом Ристићем.
„Он их љубазно прими, и саслушавши њихову молбу, одговори им, да им Србија никакве помоћи дати не може, пошто се у последњем рату с Турцима јако истрошила“.
На веће је разочарење наишла једна мала делегација са славјанофилима у Москви, који су у складу са званичном царском политиком сву енергију посветили ослобођењу Бугарске, а Србима саветовали да се споразумеју са Аустроугарском око осигурања аутономије Босне и Херцеговине и постизања независности државе. Попуштајући притиску, српској влади је једино остало да од хабзбуршких дипломата добије подршку око изградње железнице и повољнијег разграничења са Бугарском. У питању српских поседа западно од реке Дрине је ћутала, пазећи да не даје никакве изјаве „из којих би изгледало, као да се Србија одриче Босне, или да је уступа“.

## Галерија
- Спомен-гробље на Јавору
- Споменик преминулим рањеницима из ратова 1876—1878. и 1885. на Новом гробљу у Београду
- Јуриш на Бабину главу, илустрација из великог илустрованог календара „Орао“ (1877)
- Слика аустралијског сликара Р. Сиднија Кокса на тему Српско-турског рата
- Маркица у част Руско-Турског рата 1876-1878